# Kawamura Sumiyoshi
Kawamura Sumiyoshi (川村純義, Kawamura Sumiyoshi) (18 de dezembro de 1836 - 12 de agosto de 1904), foi um almirante da força naval do Império do Japonês. A sua esposa, Haru era tia de Saigō Takamori.

## Biografia
Nascido na província de Satsuma, Kawamura estudou navegação na escola naval Tokugawa bakufu em Nagasaki. Em 1868 uniu-se ao clã de Satsuma e lutou na Guerra Boshin durante a Restauração Meiji, como general do exército imperial. Desempenhou um papel especialmente importante na Batalha de Aizu.